# Призрак дома на холме (телесериал)
«При́зрак до́ма на холме́» (англ. The Haunting of Hill House) — американский телесериал в жанре ужасов, созданный Майком Флэнаганом для платформы Netflix. Продюсированием занимались компании Amblin Television и Paramount Television.
Первый сезон сериала «Призрак». Является вольной интерпретацией романа «Призрак дома на холме» Шерли Джексон 1959 года. Сюжет происходит в двух временных линиях, одна из которых рассказывает о пяти братьях и сёстрах, чей опыт столкновения со сверхъестественными явлениями в детстве продолжает преследовать их во взрослой жизни. Флешбэки описывают события в Хилл-Хаусе, которые привели к побегу семьи из дома. Все 10 эпизодов первого сезона вышли на Netflix 12 октября 2018 года.
21 февраля 2019 года Netflix продлил сериал на второй сезон, получивший название «Призраки усадьбы Блай», премьера которого состоялась 9 октября 2020 года.

## Сюжет
Летом 1992 года Хью и Оливия Крейн со своими детьми Стивеном, Шерли, Теодорой, Люком и Элеонорой переезжают в Хилл-Хаус (англ. Hill House), чтобы отремонтировать особняк, продать его, а за вырученные деньги построить собственный дом по эскизам Оливии. Но ремонт занимает больше времени, чем они ожидали, а вокруг семьи начинают происходить сверхъестественные явления, которые приводят к трагической потере, и Крейны вынуждены срочно покинуть дом.
Двадцать шесть лет спустя братья и сёстры Крейн и их отчуждённый отец воссоединяются из-за новой потери, которая заставляет их переосмыслить события, произошедшие в Хилл-Хаусе и, тем или иным образом, повлиявшие на каждого из них.

## Персонажи и актёры

### Главные
- Карла Гуджино — Оливия Крейн,[1] мать семейства, занимается проектированием домов. Паранормальная активность дома больше всего повлияла на неё и её дочь Нелл.
- Генри Томас[2] и Тимоти Хаттон[3] — Хью Крейн, отец семейства, занимается ремонтом и перепродажей домов.
- Михиль Хаусман[4] и Пэкстон Синглтон (англ. Paxton Singleton)[5] — Стивен Крейн, старший сын семьи Крейнов. Становится писателем, известен своей книгой о событиях в Хилл-Хаусе.
- Элизабет Ризер[2] и Лулу Уилсон[6] — Шерли Крейн Харрис, старшая дочь Крейнов. Управляет собственным похоронным бюро вместе с мужем Кевином, у них есть дочь и сын.
- Кейт Сигел[2] и Маккенна Грейс[7]  — Теодора (Тео) Крейн, средний ребёнок Крейнов, работает детским психологом. «Восприимчивая », как и её мать, из-за чего носит перчатки, чтобы регулировать свои прикосновения к другим людям, т.к. через руки получает экстрасенсорные видения.
- Оливер Джексон-Коэн[8] и Джулиан Хиллиард (англ. Julian Hilliard)[5] — Люк Крейн, брат-близнец Нелл, один из младших детей Крейнов. Имеет проблемы с наркотической зависимостью, при помощи которой пытается вытеснить воспоминания о Хилл-Хаусе.
- Виктория Педретти[6] и Вайолет Макгроу (англ. Violet McGraw)[7] — Элеонора (Нелл) Крейн Вэнс, сестра-близнец Люка, одна из младших детей Крейнов. Не может избавиться от воспоминаний о том, что видела в Хилл-Хаусе.

### Второстепенные
- Аннабет Гиш — Клара Дадли. Вместе с мужем присматривает за Хилл-Хаусом.
- Энтони Руйвивар — Кевин Харрис, муж Шерли.
- Саманта Слойан[англ.] — Ли Крейн, жена Стивена.
- Роберт Лонгстрит (англ. Robert Longstreet) — Гораций Дадли. Вместе с женой присматривает за Хилл-Хаусом.
- Леви Трэн[англ.] — Триш Парк, девушка Тео.
- Джеймс Лафферти — Райан Квейл, призрак из воспоминаний Шерли.
- Джеймс Флэнаган (англ. James Flanagan) — заведующий похоронным бюро.
- Джордан Кристи (англ. Jordane Christie) — Артур Вэнс, погибший муж Нелл.
- Элизабет Бека (англ. Elizabeth Becka) — тётя Дженет, сестра Оливии Крейн.
- Логан Медина (англ. Logan Medina) — Джейден Харрис, сын Шерли и Кевина.
- Мэй Бадр (англ. May Badr) — Элли Харрис, дочь Шерли и Кевина.
- Анна Энгер (англ. Anna Enger) — Джоуи, наркозависимая, которой пытается помочь Люк.
- Федор Стир (англ. Fedor Steer) — Уильям Хилл, бывший владелец Хилл-Хауса, сошедший с ума. Появляется в виде призрака.
- Олив Элиза Аберкромби (англ. Olive Elise Abercrombie) — Абигейл, дочь Клары и Горация Дадли. Подруга Люка.
- Кэтрин Паркер (англ. Catherine Parker) — Поппи Хилл, жена Уильяма Хилла, при жизни считалась сумасшедшей. Появляется в виде призрака.

## Эпизоды
| № | Название                                         | Режиссёр      | Автор сценария                 | Дата премьеры   |
| --- | ------------------------------------------------ | ------------- | ------------------------------ | --------------- |
| 1 | «Стивен видит призрака» «Steven Sees a Ghost»    | Майк Флэнаган | Майк Флэнаган                  | 12 октября 2018 |
| Стивен Крейн — автор автобиографического романа «Призраки Хилл-Хауса», в котором рассказывается о том, как он в детстве жил в доме с привидениями вместе со своими родителями Хью и Оливией, братом Люком и сёстрами Шерли, Тео и Нелл. Во время их пребывания в особняке, семья Крейнов столкнулась с паранормальными явлениями, из-за чего была вынуждена бежать из дома посреди ночи без Оливии, которая умирает в Хилл-Хаусе. Через много лет Стивен использовал этот травматический опыт своей семьи и написал об этом книгу, из-за чего испортил отношения с родственниками. Книга стала бестселлером, хотя Стивен не видел почти ничего сверхъестественного во время своей жизни в Хилл-Хаусе и не верит в паранормальные явления. Тео идёт в бар, где флиртует с девушкой Триш и идёт с ней домой. Стивен и Шерли пропускают звонки от Нелл, которая потом звонит отцу и говорит, что беспокоится за Люка, у которого проблемы с наркотиками. Когда Стивен возвращается домой, он встречает Люка, выходящего из его квартиры с украденными вещами. Когда Стивен заходит внутрь, он видит там Нелл. Пока он говорит с ней, ему звонит Хью и сообщает, что Нелл покончила с собой в Хилл-Хаусе. Стивен понимает, что видит призрак Нелл.                |                                                  |               |                                |                 |
| 2 | «Открытый гроб» «Open Casket»                    | Майк Флэнаган | Майк Флэнаган                  | 12 октября 2018 |
| Во флешбэках рассказывается о том, как Шерли в детстве находит коробку с котятами возле Хилл-Хауса и уговаривает родителей разрешить ей оставить их себе. Но все котята умирают, что сильно влияет на девочку и беспокоит её, заставляя её постоянно думать о том, что она не смогла их спасти. Позже во время похорон Оливии Шерли поражена тем, как работник похоронного бюро смог «исправить» её мать. Взрослая Шерли владеет собственным бюро ритуальных услуг, которым управляет вместе с мужем Кевином. Она сдаёт гостевой домик в аренду своей сестре Тео, которая работает детским психологом. Стивен звонит Шерли и сообщает ей о смерти Нелл. Шокированная Шерли решает самостоятельно подготовить тело Нелл для похорон. После бальзамирования она пугается, когда видит призрака из своего прошлого. |                                                  |               |                                |                 |
| 3 | «Прикосновение» «Touch»                          | Майк Флэнаган | Лиз Фанг                       | 12 октября 2018 |
| Флешбэки показывают маленькую Тео, которая может при помощи прикосновений чувствовать эмоции людей и видеть видения, прикасаясь к предметам. Люк спускается на кухонном лифте в подвал, которого нет на плане дома. Там на него что-то нападает, но родители ему не верят, поэтому Тео решает провести расследование и находит дверь, ведущую в этот подвал. Оливия рассказывает Тео, что её бабушка, а в некоторой степени и она сама, и её дочери, — «восприимчивые», и даёт Тео пару перчаток, чтобы та могла защититься от нежелательных видений. Взрослая Тео работает психологом и сталкивается с девочкой, чьи эмоции она не может «прочитать». Девочку мучает мистер Смайли — монстр, живущий в подвале. Тео идёт в дом, в котором живёт девочка, и выясняет, что на самом деле в этом подвале её насилует отчим. Позже Тео идёт в морг, прикасается к Нелл без перчаток, очень пугается и кричит. Тео открывается Триш. Во флешбэке во время побега из Хилл-Хауса маленькая Тео прикасается к отцу и видит тревожные вещи, среди которых то, как Хью сильно толкает Оливию в стену. |                                                  |               |                                |                 |
| 4 | «Фишка близнецов» «The Twin Thing»               | Майк Флэнаган | Скотт Косар                    | 12 октября 2018 |
| В детстве Люка сильно злит, что ему никто не верит. Он дружит с девочкой Абигейл, но его семья считает, что он её выдумал. Люк часто носит котелок, который его мать нашла на чердаке. В настоящем времени Люк не принимает наркотики уже 90 дней. У Люка и Нелл с рождения есть «фишка близнецов» — каждый из них может чувствовать физическую боль другого. Подруга Люка Джоуи сбегает из реабилитационного центра, в котором они с Люком живут, чтобы принять наркотики, и он бежит за ней, чтобы вернуть её назад. Однажды ночью маленький Люк просыпается и видит призрак высокого мужчины, который пришёл забрать у Люка свой котелок. Взрослый Люк находит подругу, но во время поисков ему становится плохо и он чувствует неестественный холод. Из-за того, что у него нет денег, чтобы где-то переночевать, он проникает в квартиру Стивена и крадёт вещи, чтобы их продать. Джоуи берёт деньги у Люка и исчезает, после чего Люка грабят на улице. Он остаётся без обуви и бродит по городу, а призрак высокого мужчины его преследует. Чувство холода становится нестерпимым и Люк звонит в реабилитационный центр, умоляя принять его обратно. Стивен находит Люка и рассказывает ему о смерти Нелл. Люк говорит, что это не было самоубийством. |                                                  |               |                                |                 |
| 5 | «Женщина со сломанной шеей» «The Bent-Neck Lady» | Майк Флэнаган | Мередит Эверилл                | 12 октября 2018 |
| В детстве Нелл часто видит привидение, которое она называет Женщиной со сломанной шеей. Она появляется, когда Нелл лежит в кровати, и девочка не может пошевелиться, пока её видит. Взрослая Нелл посещает специалиста по сну Артура, который лечит её от сонного паралича. Они начинают встречаться и женятся. Во время одного из приступов сонного паралича у Нелл, Артур умирает от аневризмы мозга, в это время Нелл видит Женщину со сломанной шеей. После этого происшествия Нелл постепенно прекращает принимать свои лекарства, из-за чего ссорится со Стивеном и Тео. Её психолог убеждает её, что Хилл-Хаус — всего лишь обычный дом в лесу, и Нелл решает поехать туда, чтобы избавиться от страха. В доме она видит идиллическую ситуацию из своих мечтаний, в которой её семья и Артур находятся в красивом отремонтированном особняке. В один момент она оказывается на втором этаже на лестнице и надевает петлю на шею, считая, что это — медальон её матери, которая толкает её вниз. Нелл умирает, во время чего путешествует по своему прошлому, понимая, что она и есть Женщина со сломанной шеей. |                                                  |               |                                |                 |
| 6 | «Две бури» «Two Storms»                          | Майк Флэнаган | Майк Флэнаган и Джефф Ховард   | 12 октября 2018 |
| В эпизоде рассказывается о двух бурях: одна из них происходит во время жизни Крейнов в Хилл-Хаусе, а другая — в ночь перед похоронами Нелл. В эту ночь вся семья впервые собирается вместе после побега из Хилл-Хауса в доме Шерли около тела Нелл. Во время бури в прошлом маленькая Нелл исчезает. Во время её поисков Оливия видит призраков в доме, ведёт себя странно и теряет память. Дети видят какое-то создание в доме. В конце концов, Нелл находят и она говорит, что всё это время она находилась на этом самом месте, но её никто не мог ни увидеть, ни услышать. В настоящем времени Крейны делятся воспоминаниями о Нелл. Происходят странные вещи: Стивен видит её призрак, в доме пропадает свет, кто-то кладёт пуговицы на глаза Нелл, а Хью иногда разговаривает сам с собой. Семья требует от Хью рассказа о том, что произошло в последнюю ночь в Хилл-Хаусе. Начинается ссора, во время которой гроб с телом Нелл падает. Её дух был в доме всё это время, но никто не мог её увидеть. |                                                  |               |                                |                 |
| 7 | «Панегирик» «Eulogy»                             | Майк Флэнаган | Чариз Кастро Смит              | 12 октября 2018 |
| Хью собирается на похороны, разговаривая с воображаемой Оливией. Он пытается исправить отношения с Шерли, но она этого не хочет. Тем не менее, Хью удаётся объясниться с Тео, они прощают друг друга за все ошибки и заглаживают свою вину. Во время похорон Хью пытается воссоединиться со своими детьми. Во флешбэках после бури он находит влагу и плесень в стенах и понимает, что где-то в доме есть течь, но никто не может найти её источник. Мистер Дадли помогает Хью и рассказывает ему некоторые подробности из жизни предыдущих обитателей дома. Оливия продолжает вести себя очень странно и мистер Дадли говорит, что ей стоит пожить какое-то время в другом месте, и рассказывает Хью почему они с миссис Дадли никогда не остаются в доме после заката. Хью и Оливия соглашаются, что ей стоит провести некоторое время за пределами особняка после того, как её поведение становится опасным. Хью находит источник течи и тело Уильяма Хилла, бывшего владельца Хилл-Хауса, который заживо замуровал себя в стене дома. В настоящем времени призрак Оливии нападает на Люка во время погребения, а позже на Хью и Тео в офисе Шерли. После похорон Люк исчезает.                                                                            |                                                  |               |                                |                 |
| 8 | «Отметки» «Witness Marks»                        | Майк Флэнаган | Джефф Ховард и Ребекка Клингел | 12 октября 2018 |
| Стивен и Хью ищут Люка. Стивен считает, что у их семьи — генетическое психическое заболевание, поэтому он сделал вазэктомию. Шерли и Тео остаются в доме Шерли, они начинают ссориться, но внезапно их пугает стук в стены по всему дому. Шерли узнаёт, что Люк воспользовался украденной у неё кредитной картой, чтобы заплатить за бензин около Хилл-Хауса. Хью рассказывает Стивену, что когда они жили в доме, мальчик постоянно видел призраков, но просто не понимал этого, и что семья Крейнов — это как неоконченная трапеза для Хилл-Хауса. Шерли и Тео едут в особняк, продолжая ссориться в пути. Призрак Нелл пугает их, после чего они мирятся друг с другом. Люк приезжает в Хилл-Хаус и пытается его поджечь, но видит призрак Оливии, а другое привидение хватает его. |                                                  |               |                                |                 |
| 9 | «Паника» «Screaming Meemies»                     | Майк Флэнаган | Мередит Эверилл                | 12 октября 2018 |
| Во флешбэках Хью видит Оливию вместе со спящими Нелл и Люком. Оливия говорит ему, что хотела бы, чтобы они остались такими навсегда. Когда она заходит в свою комнату для чтения, она видит тела взрослых Нелл и Люка на столах в морге. Оливия просыпается посреди ночи и видит призрак Поппи Хилл. Оливия соглашается уехать из дома на следующий день, чтобы отдохнуть у своей сестры Дженет, но на самом деле останавливается в мотеле недалеко от особняка. Ночью она возвращается в Хилл-Хаус, будит Нелл, Люка и дочь Дадли Абигейл, чтобы поиграть с ними в чаепитие в Красной комнате. На кухне Шерли замечает, что её мать ведёт себя странно, и будит Хью. Он понимает, что Оливия добавила крысиный яд в чай, и успевает вмешаться до того, как Люк и Нелл выпьют чай, но слишком поздно, чтобы спасти Абигейл. Хью забирает детей из дома, оставляя там Оливию, которая умирает, упав с лестницы. |                                                  |               |                                |                 |
| 10 | «Тишина лежала неуклонно» «Silence Lay Steadily» | Майк Флэнаган | Майк Флэнаган                  | 12 октября 2018 |
| Стивен и Хью находят Люка без сознания в Красной комнате. Стивен оказывается запертым в этой комнате, ему снится кошмар. Он просыпается и видит, что Люк при смерти, а Шерли и Тео тоже находятся в Красной комнате. В своём сне Люк оказывается в красивой комнате вместе с Оливией, Абигейл и маленькой Нелл. Оливия хочет, чтобы Люк остался с ними навсегда, но Нелл говорит ему уходить. Люк просыпается, а Нелл объясняет, что Красная комната — это «желудок» Хилл-Хауса и комната, которая в детстве воплощала их фантазии. Прежде чем исчезнуть, Нелл убеждает остальных, что они все всегда любили друг друга. Призрак Оливии говорит Поппи не трогать Хью. Оливия не хочет, чтобы дети покидали дом, но Хью удаётся уговорить её их выпустить. Хью умирает в доме, заходит в Красную комнату и присоединяется к Оливии и Нелл. Два года спустя братья и сёстры Крейн вместе празднуют трезвость Люка. |                                                  |               |                                |                 |

## Создание
10 апреля 2017 года компания Netflix объявила, что была заказана 10-серийная экранизация классического хоррор-романа «Призрак дома на холме», исполнительные продюсеры — Майк Флэнаган и Тревор Мэйси, компании-продюсеры — Amblin Television и Paramount Television. Адаптация стала первым сериалом, разработанным Amblin Television для Netflix.
Разработка сериала началась в октябре 2017 года в Атланте, штат Джорджия, съёмки велись в самом городе и его окрестностях.
Особняк Бишем-Мэнор (англ. Bisham Manor) в Лагранж снимали в качестве экстерьера Хилл-Хауса. Интерьер дома снимали в студии EUE/Screen Gems в Атланте.
В своём интервью с «Entertainment Weekly» Майк Флэнаган сказал: «Я не хочу слишком много размышлять по поводу второго сезона, пока Netflix, Paramount и Amblin не дадут нам знать, хотят ли они его. Но я скажу, что, по моему мнению, история семьи Крейнов уже рассказана. Она окончена». В феврале 2019 года Netflix продлил телесериал на второй сезон и изменил формат проекта на телесериал-антологию. Второй сезон получил название «Призраки поместья Блай» (англ. The Haunting of Bly Manor), который будет снят по мотивам повести Генри Джэймса «Поворот винта». Выход сезона запланирован на 2020 год.

## Восприятие
Сериал получил положительные отзывы критиков. Рейтинг сериала на сайте Rotten Tomatoes составляет 92 % со средней оценкой 8,39 из 10 на основании 83 отзывов. Консенсус сайта: «„Призрак дома на холме“ — это эффектная история с привидениями, чьё неуклонно растущее ожидание приносит такое же удовольствие, как и жуткая развязка». Оценка сериала на сайте Metacritic составляет 79 из 100 на основании 18 отзывов, что означает «в целом благоприятные отзывы».
Коррин Корродус (англ. Corrine Corrodus) из газеты «The Daily Telegraph» оценила сериал на 5 из 5, назвав его «самым сложным и совершенным хоррор-сериалом своего времени». Брайан Таллерико (англ. Brian Tallerico) с веб-сайта RogerEbert.com похвалил адаптацию, назвав её обязательной к просмотру, и сказал, что сериал «содержит несколько самых незабываемых ужасных образов в кино- и телеиндустрии за последние годы». Дэвид Гриффин (англ. David Griffin) с веб-сайта IGN оценил сериал на 9,5 из 10, назвав его «превосходной и пугающей семейной драмой». Пол Тасси (англ. Paul Tassi) из журнала «Forbes» назвал адаптацию «абсолютно фантастической», отметив, что «возможно она действительно является самым лучшим сериалом, когда-либо созданным Netflix».
Писатель Стивен Кинг, большой поклонник романа Джексон, написал в Твиттере: «Обычно я не обращаю внимания на подобный ревизионизм, но это — замечательно. Близко к работе гения, правда. Мне кажется, что Шерли Джексон одобрила бы, хотя кто знает наверняка».

### Награды и номинации
| Год  | Премия                                      | Категория | Получатель                                                                                                  | Результат | Прим.  |
| ---- | ------------------------------------------- | --- | --- | --------- | ------ |
| 2019 | Премия Гильдии сценаристов США              | Лучший сценарий нового сериала | Мередит Эверилл, Чариз Кастро Смит, Майк Флэнаган, Джефф Ховард, Ребекка Ли Клинджел, Скотт Косар, Лиз Фэнг | Номинация | [ 25 ] |
| 2019 | Премия Гильдии художников-постановщиков США | Лучший художник-постановщик в сериале с привязкой к определённой исторической эпохе, или сериале в жанре фэнтези, снятом одной камерой (часовой хронометраж) | Патрицио М. Фаррелл (англ. Patricio M. Farrell)                                                             | Номинация | [ 26 ] |
| 2019 | Премия журнала «Fangoria»                   | Лучший сериал | Майк Флэнаган                                                                                               | Победа    | [ 27 ] |